# Communauté de communes Chalaronne Centre
Die Communauté de communes Chalaronne Centre ist ein ehemaliger französischer Gemeindeverband mit Rechtsform einer Communauté de communes im Département Ain, dessen Verwaltungssitz sich in dem Ort Châtillon-sur-Chalaronne befand. Der Name bezieht sich auf den Fluss Chalaronne.
Der Gemeindeverband bestand aus 15 Gemeinden und zählte 14.495 Einwohner (Stand 2013) auf einer Fläche von 244,3 km2. Präsident des Gemeindeverbandes war Didier Muneret.

## Historische Entwicklung
Der Gemeindeverband war eine Fusion zwischen einem seit 1994 bestehenden Vorgänger gleichen Namens  und der kleinen Communauté de communes ChanStriVal, die die Gemeinden Chaneins, Saint-Trivier-sur-Moignans und Valeins umfasste. Diese Fusion fand Ende 2012 statt.
Mit Wirkung vom 1. Januar 2017 wurde der Gemeindeverband mit der Communauté de communes Centre Dombes und der Communauté de communes du Canton de Chalamont zur Nachfolgeorganisation Communauté de communes de la Dombes fusioniert.

## Aufgaben
Zu den vorgeschriebenen Kompetenzen gehörten die Entwicklung und Förderung wirtschaftlicher Aktivitäten und des Tourismus. Er war außerdem zuständig für die Müllabfuhr, die Wohnungsbaupolitik sowie den Bau und Unterhalt von Sporteinrichtungen.

## Ehemalige Mitgliedsgemeinden
Folgende 15 Gemeinden gehörten der Communauté de communes Chalaronne Centre an:
| Gemeinde                   | Einwohner 1. Januar 2022 | Fläche km² | Dichte Einw./km² | Code INSEE | Postleitzahl |
| -------------------------- | ------------------------ | ---------- | ---------------- | ---------- | ------------ |
| L’Abergement-Clémenciat    | 859                      | 16,0       | 54               | 01001      | 01400        |
| Baneins                    | 618                      | 8,9        | 69               | 01028      | 01990        |
| Chaneins                   | 1.041                    | 12,6       | 83               | 01083      | 01990        |
| Châtillon-sur-Chalaronne   | 5.154                    | 17,9       | 288              | 01093      | 01400        |
| Condeissiat                | 815                      | 21,6       | 38               | 01113      | 01400        |
| Dompierre-sur-Chalaronne   | 453                      | 4,8        | 94               | 01146      | 01400        |
| Neuville-les-Dames         | 1.540                    | 26,6       | 58               | 01272      | 01400        |
| Relevant                   | 467                      | 12,4       | 38               | 01319      | 01990        |
| Romans                     | 628                      | 22,3       | 28               | 01328      | 01400        |
| Saint-André-le-Bouchoux    | 427                      | 9,3        | 46               | 01335      | 01240        |
| Saint-Georges-sur-Renon    | 214                      | 5,7        | 38               | 01356      | 01400        |
| Saint-Trivier-sur-Moignans | 1.910                    | 42,0       | 45               | 01389      | 01990        |
| Sandrans                   | 578                      | 29,0       | 20               | 01393      | 01400        |
| Sulignat                   | 605                      | 10,8       | 56               | 01412      | 01400        |
| Valeins                    | 131                      | 4,4        | 30               | 01428      | 01140        |